# Matthias Claudius

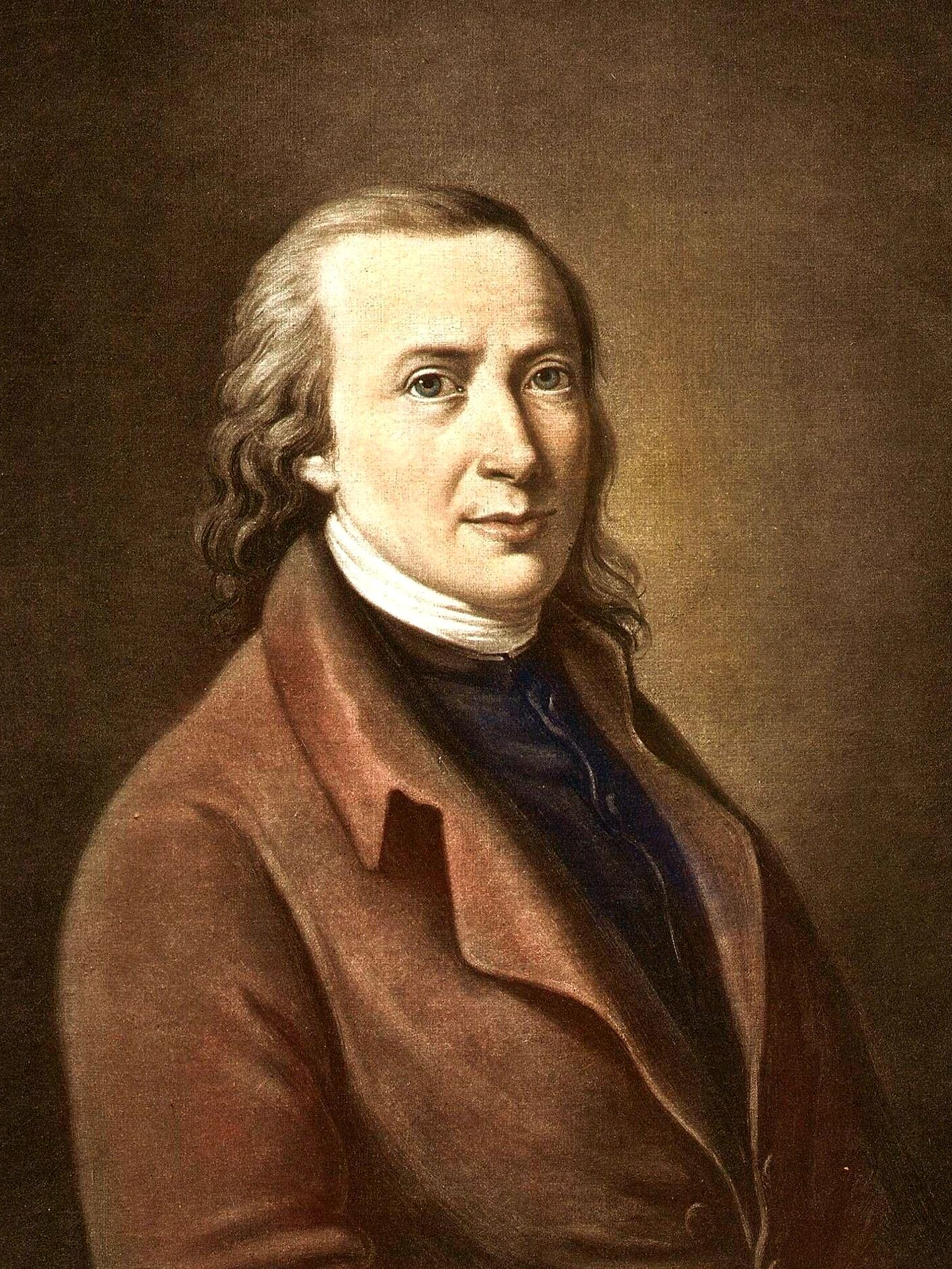
Matthias Claudius

Matthias Claudius (pseudoniem Asmus, Reinfeld (Holstein), 15 augustus 1740 - Hamburg, 21 januari 1815) was een Duitse dichter en journalist, bekend als lyrisch dichter met volksliedachtige, zeer gevoelige verskunst.

## Levensloop

### Jeugd en opleiding
Matthias Claudius was het vierde kind van de Reinfelder dominee Matthias Claudius en diens tweede vrouw Maria.
Hij volgde het gymnasium in Plön. In 1759 ging hij theologie studeren in Jena, later rechten en bestuurskunde. Hij keerde echter in 1762 zonder diploma naar zijn geboortestad terug.
Zijn debuut Tändeleyen und Erzählungen werd door de critici afgedaan als een stilistisch inconsistente imitatie van bekende gedichten.

### Eerste activiteiten
1764/65 reisde Claudius als secretaris van graaf Ulrich Adolph van Holstein naar Kopenhagen en leerde daar de dichter Friedrich Gottlieb Klopstock kennen, die hem vormde voor zijn verdere literaire carrière.
Van 1768 tot 1770 werkte hij als redacteur bij de Hamburgischen-Addreß-Comptoir-Nachrichten in Hamburg, die werden uitgegeven door Viktor Ludwig Klopstock, de broer van Friedrich Gottlieb. Via dit werk kwam hij in contact met de dichters Johann Gottfried Herder en Gotthold Ephraim Lessing. Claudius' werk bestond voornamelijk uit het verzamelen van beursberichten en het maken van scheepsmeldingen.

### Der Wandsbecker Bothe

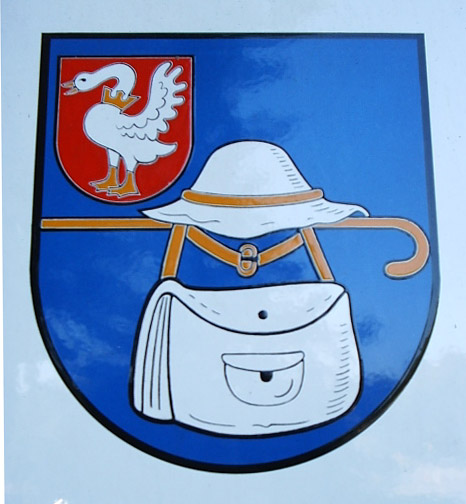
Het wapen van Wandsbek

In januari 1771 trok Matthias Claudius naar Wandsbek en werd daar redacteur van het handelsblad Der Wandsbecker Bothe, dat door Heinrich Carl von Schimmelmann was opgericht. De Wandsbecker Bothe was de eerste Duitse volkskrant. Nog altijd vindt men de attributen van een rondtrekkende bode (hoed, stok en tas) in het wapen van Wandsbek.
Claudius voegde gedichten en opstellen toe en onder hem werd de krant in heel Duitsland bekend. Zij verscheen echter alleen van 1771 tot 1775.
In het jaar 1772 trouwde Claudius met de toen 18-jarige Anna Rebekka Behn, dochter van de plaatselijke timmerman. Het paar kreeg twaalf kinderen.
Door bemiddeling van Herder ging Claudius in 1776 werken als redacteur van de Hessen-Darmstädtischen privilegierten Landeszeitung, maar keerde een jaar later alweer met zijn familie naar Wandsbek terug, omdat hij zich niet met de hiërarchische verhoudingen in Darmstadt kon verenigen.
Later publiceerde Claudius zelf onder de naam Der Wandsbecker Bote. In zijn gedichten en overwegingen gebruikte hij de naam Asmus als pseudoniem. Zijn financiële toestand was steeds precair, totdat hij vanaf 1785 een honorarium van de Deense kroonprins Frederik kreeg; die overtuigd was van de literaire kwaliteiten van Claudius. Frederik bezorgde hem ook in 1788 een aanstelling als accountant bij de Schleswig-Holsteinischen Speciesbank in Altona, die hem zonder veel beperking van zijn literaire werk van een inkomen verzekerde, want hij hoefde slechts viermaal per jaar voor de controle van de kwartaalrekeningen in Altona te verschijnen.

### Laatste jaren
Als gevolg van de oorlogshandelingen rond Hamburg (Franse bezetting), vluchtte Claudius in 1813 naar Kiel en Lübeck. Zijn laatste levensmaanden bracht de ondertussen ernstig zieke Matthias Claudius door in het huis van zijn schoonzoon Friedrich Perthes, de oprichter van de gelijknamige uitgeverij, aan de Hamburger Jungfernstieg, waar hij ook stierf.

### Gedenktekens

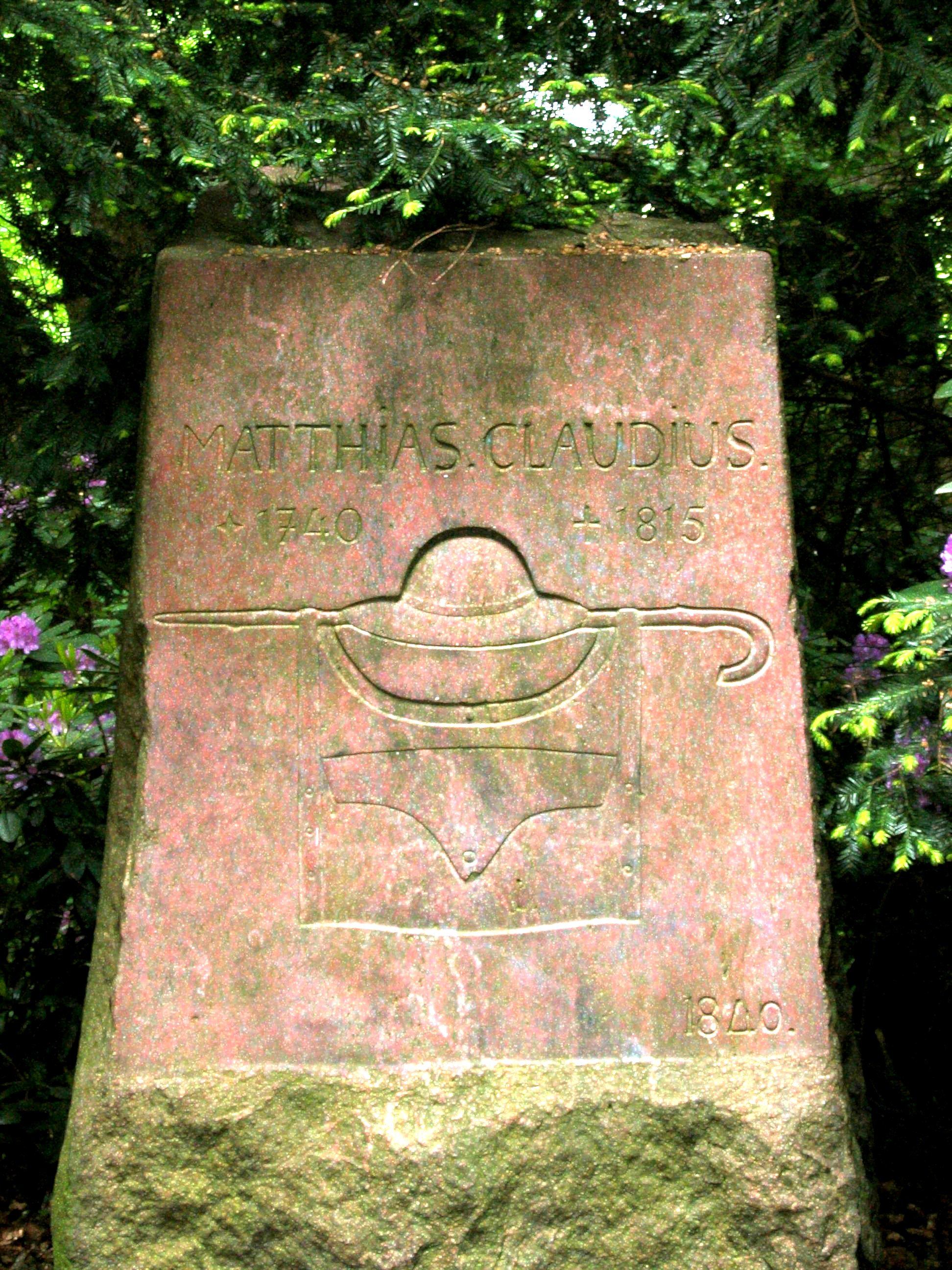
Gedenksteen voor Matthias Claudius in het Wandsbeker bos.

Claudius ligt met zijn vrouw Rebekka en zijn dochter Christiane (gedicht "Christiane") op het voormalige kerkhof Wandsbek achter de Wandsbeker Christuskerk begraven. Aan het echtpaar Claudius herinneren twee naast elkaar staande, grijze, manshoge kruizen.
Op het Wandsbeker Marktplein staat een sculptuur die Matthias Claudius toont als hij op het punt staat te springen over een van zijn twaalf kinderen. Dit bronzen beeld uit het jaar 2000 van Bernd Stöcker toont de "eresprong" van de vader ter begroeting van zijn kind in het gezin.
Aan het voetpad door het Wandsbeker bos is een gedenksteen opgericht die gemaakt is uit een grote zwerfkei.
In 1989 liet de stad Reinfeld aan de oever van het Reinfelder meer een grotere gedenkplaats voor haar grote dichter Matthias Claudius oprichten door de beeldhouwer Jörg Plickat. Op de abstracte granieten sculptuur staat de volledige tekst van Claudius' Abendlied.

## Werken
Claudius' werken verschenen aanvankelijk verstrooid in muzenalmanakken en tijdschriften, met name in de Wandsbecker Boten. Vanaf 1775 publiceerde Claudius de uit meer delen bestaande bloemlezing Asmus omnia sua secum portans (oder Sämtliche Werke des Wandsbecker Bothen). De tussen 1770 en 1775 ontstane eerste delen verschenen in 1775 te Hamburg. Met regelmatige tussenpozen volgden verdere delen, het laatste in 1812 met werken uit de jaren 1803–1812.

### Gedichten
- Der Tod und das Mädchen, beroemd geworden door de zetting van Franz Schubert.
- Der Mensch („Empfangen und genähret“)
- Christiane
- Die Sternseherin Lise
- Die Liebe
- Der Tod
- Ein Wiegenlied bei Mondschein zu singen
- Täglich zu singen
- Kriegslied: „'s ist Krieg!“
- Der Frühling. Am ersten Maimorgen
- An - als Ihm die - starb (Der Säemann säet den Samen)
- Wir pflügen und wir streuen
- Abendlied: Der Mond ist aufgegangen (Een vertaling hiervan is opgenomen in Liedboek - zingen en bidden in huis en kerk (Liedboek 2013; lied 246b))
- Im Winter

### Brieven
- An meinen Sohn Johannes, 1799

### Boeken
- Tändeleyen und Erzählungen, Reinfeld, 1762